# 丹佛斯鎮區 (伊利諾伊州麥克萊恩縣)
丹佛斯鎮區（英語：Danvers Township）是位於美國伊利諾伊州麥克萊恩縣的一個行政鎮區。

## 地方資料
根據2010年美國人口普查的數據，丹佛斯鎮區的面積為116.80平方千米，當中陸地面積為116.80平方千米，而水域面積為0.10平方千米。當地共有人口1898人，而人口密度為每平方千米16.25人。